# Johann Friedrich Kobe von Koppenfels

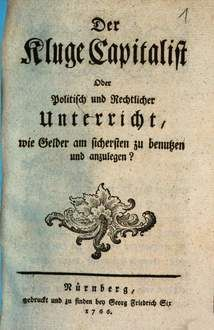
Der Kluge Capitalist, Nürnberg 1766

Johann Friedrich Kobe von Koppenfels (* 22. Juni 1737 in Coburg; † 19. September 1811 in Weimar) war ein deutscher Jurist, Geheimer Rat und Kanzler.

## Leben
Er war Sohn des Hof- und Regierungsrates des Herzogtums Sachsen-Coburg-Saalfeld, Johann Sebastian Kobe von Koppenfels, und dessen Frau Polyxena Regina, geb. Will. Nach seinem Jurastudium an der Universität Göttingen wirkte er dort 1761 als Respondent. 1768, zehn Jahre nach dem Tode ihres Mannes, berief Herzogin Anna Amalia ihn zum Regierungsrat ins Herzogtum Sachsen-Weimar-Eisenach und erhob ihn im Folgejahr in den Adelsstand. 1772 wurde er Hofrat und 1776 Geheimer Regierungsrat. Seit 1783 leitete er auch das Jenaische Landschaftskassendirektorium. Herzog Carl August ernannte ihn 1789 zum Kanzler und verlieh ihm 1804 den Titel Excellenz. 
Neben seinem Stadtpalais am Weimarer Frauenplan besaß Kobe von Koppenfels das 13 km nordwestlich von Weimar gelegene Schloss Rohrbach. Der zwölf Jahre jüngere Johann Wolfgang Goethe, sein direkter Nachbar am Frauenplan, besuchte ihn mehrmals auch auf seinem Landsitz. Goethe wurde Taufpate von Kobes Tochter Johanna Louise Bernhardine und vermittelte, dass der Hofbildhauer Martin Gottlieb Klauer 1799 ein noch auf dem Rohrbacher Friedhof stehendes Grabrelief zur Erinnerung an die bereits 1795 verstorbene Tochter Louise schuf.

## Nachkommen
- Johanna Wilhelmine (1764-?) ⚭ 1795 mit dem Oberst Heinrich von Witzleben
- Johanna Louise Bernhardine (1767–1795)
- Amalie Caroline Friederike (1771–1825) ⚭ 1803 mit Heinrich Meyer (Maler)

## Werke
- Commentatio Ivris Praesertim Germanici Tam Consonantis Qvam Dissonantis De Pecvnia Mvtvaticia Tvto Collocanda (als Mitautor)
- Der Kluge Capitalist Oder Politisch und Rechtlicher Unterricht, wie Gelder am sichersten zu benutzen und anzulegen? (mit Karl Friedrich Tröltsch), Nürnberg 1766